# Erik Wallerius
Erik G. Wallerius (Gotemburgo, 16 de abril de 1878 — 7 de maio de 1967) foi um velejador sueco, campeão olímpico. Ele competiu nos Jogos Olímpicos de Verão de 1908 e conquistou a medalha de prata como tripulante do Vinga ao lado de Carl Hellström, Eric Sandberg, Edmund Thormählen e Harald Wallin. Quatro anos depois, a bordo do Kitty, conseguiu o ouro nos Jogos Olímpicos de Verão de 1912 com os companheiros Hellström, Wallin, Filip Ericsson, Paul Isberg, Humbert Lundén, Herman Nyberg e Harry Rosenswärd.